# Biskoupky (okres Brno-venkov)
Biskoupky (německy Biskoupka) jsou obec v okrese Brno-venkov v Jihomoravském kraji. Nachází se v Jevišovické pahorkatině, na levém břehu řeky Jihlavy, v katastrálním území Biskoupky na Moravě. Obec se rozkládá v přírodním parku Střední Pojihlaví. Obec Biskoupky je členskou obcí Mikroregionu Ivančicko. Žije zde 188 obyvatel.
Sousedními obcemi jsou Senorady, Ivančice a Nová Ves v okrese Brno-venkov, Jamolice v okrese Znojmo a Lhánice v okrese Třebíč (Kraj Vysočina).

## Název
Na vesnici bylo přeneseno původní pojmenování jejích obyvatel Biskupici, které znamenalo "biskupovi lidé". Z roku 1500 je doložen tvar Biskupovice, od druhé poloviny 16. století je v písemných pramenech zdrobnělina (Biskoupky, často v nářeční podobě Biskópky, nebo Biskoupka), z 19. století je doložen i tvar Biskoupsko. Od roku 1893 se užívá dnešní tvar Biskoupky.

## Historie
První písemná zmínka o obci pochází z roku 1131 (Biscupici). Biskoupky tvoří obdélníkovou náves, zakončenou panským dvorem (na východě). Do roku 1893 byly Biskoupky přiškoleny do Řeznovic. V tomto roce vystavěla obec za 9000 zlatých jednotřídní školu. Na škole mimo jiné působil i do roku 1903 Bohumil Nezval, otec Vítězslava Nezvala. V letech 1986–1990 byly Biskoupky součástí Oslavan. V roce 2011 Biskoupky získaly obecní znak.

### Současnost
Biskoupky jsou malou obcí. Je zde základní občanská vybavenost, kterou tvoří obecní úřad, prodejna potravin, hospoda, kulturní dům, zastávka autobusu a dětské hřiště. V obci se rovněž nachází penzion Čarodějnický dvůr s minizoo. V Biskoupkách funguje pila. V obci se nachází cca 85 domů, ve kterých trvale žije necelých 200 obyvatel. Samospráva obce od roku 2016 vyvěšuje 5. července moravskou vlajku.

## Obyvatelstvo
| Rok            | 1869 | 1880 | 1890 | 1900 | 1910 | 1921 | 1930 | 1950 | 1961 | 1970 | 1980 | 1991 | 2001 | 2011 | 2021 |
| -------------- | ---- | ---- | ---- | ---- | ---- | ---- | ---- | ---- | ---- | ---- | ---- | ---- | ---- | ---- | ---- |
| Počet obyvatel | 203  | 206  | 250  | 252  | 247  | 265  | 285  | 254  | 272  | 243  | 212  | 196  | 177  | 178  | 179  |
| Počet domů     | 37   | 41   | 43   | 47   | 49   | 52   | 60   | 69   | 65   | 60   | 62   | 69   | 69   | 72   | 77   |

Vývoj počtu obyvatel

## Pamětihodnosti
- Kaple svatého Petra a Pavla
- Smírčí kámen
- Kamenný kříž (severozápadně od obce)
- Kamenný kříž (u kapličky na návsi)
- Kamenný kříž (na západním okraji obce)
- Kamenný kříž (u transformátoru)
- Kamenný kříž (u silnice směrem na Novou Ves)
- Kamenný kříž (u vysílače)
- Kamenný kříž (u cesty západně od obce)
- Boží muka
- Pomník památce padlých z první světové války

### Přírodní pamětihodnosti
- přírodní rezervace Velká skála
- přírodní památka Biskoupský kopec
- přírodní památka Biskoupská hadcová step
- přírodní památka Pustý mlýn

## Galerie

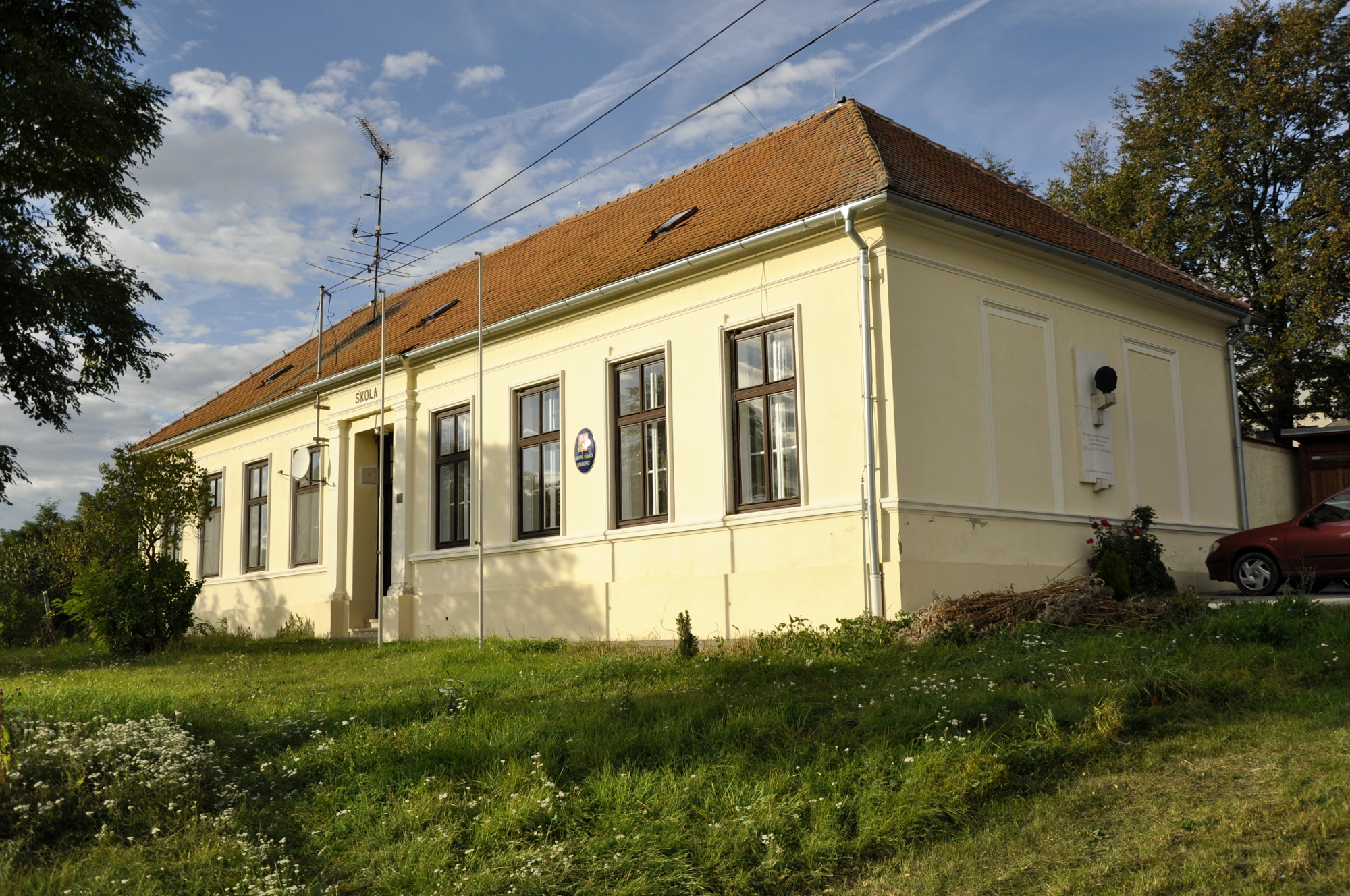
Bývalá škola, rodiště Vítězslava Nezvala
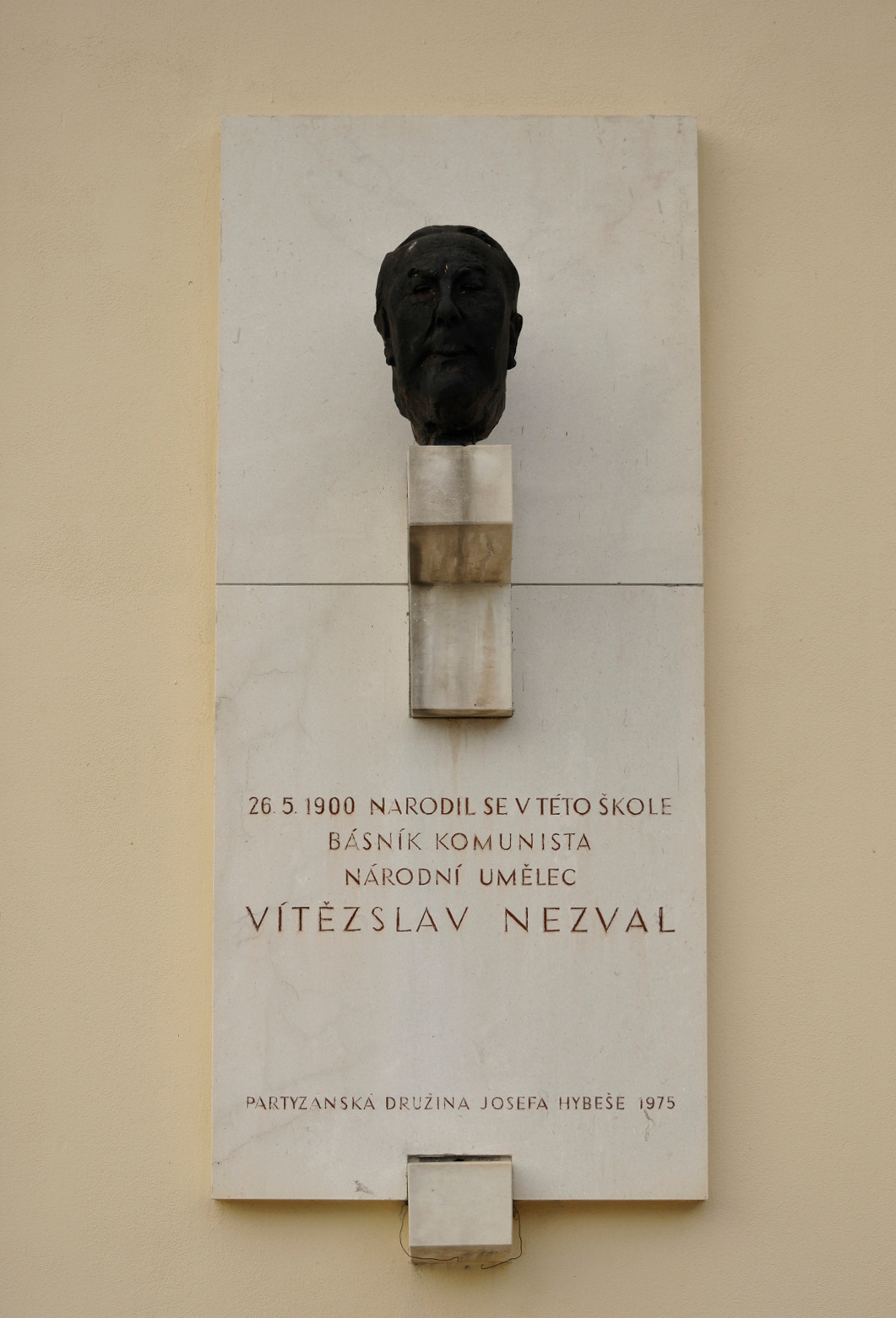
Vítězslav Nezval, pamětní deska
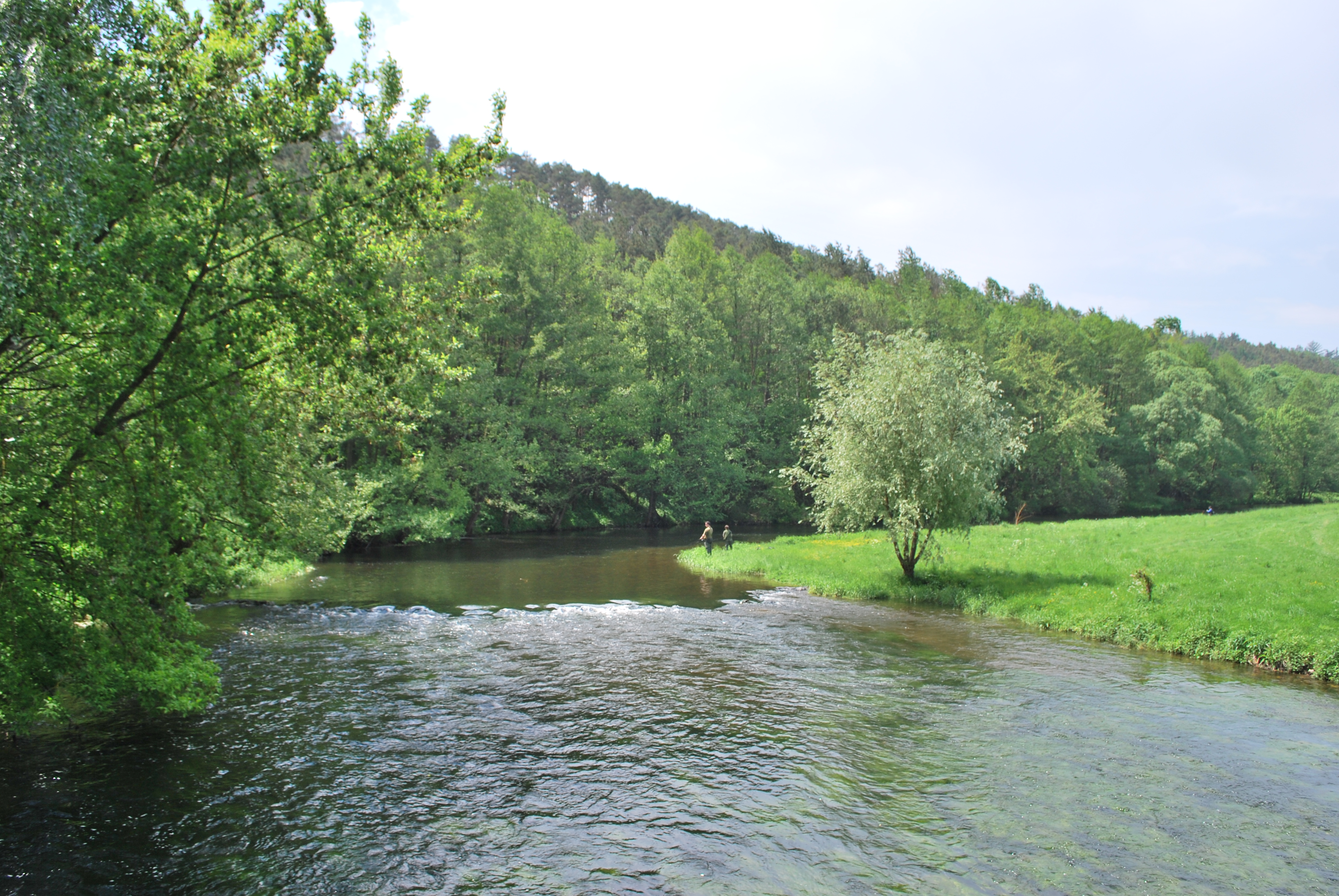
Údolí řeky Jihlavy
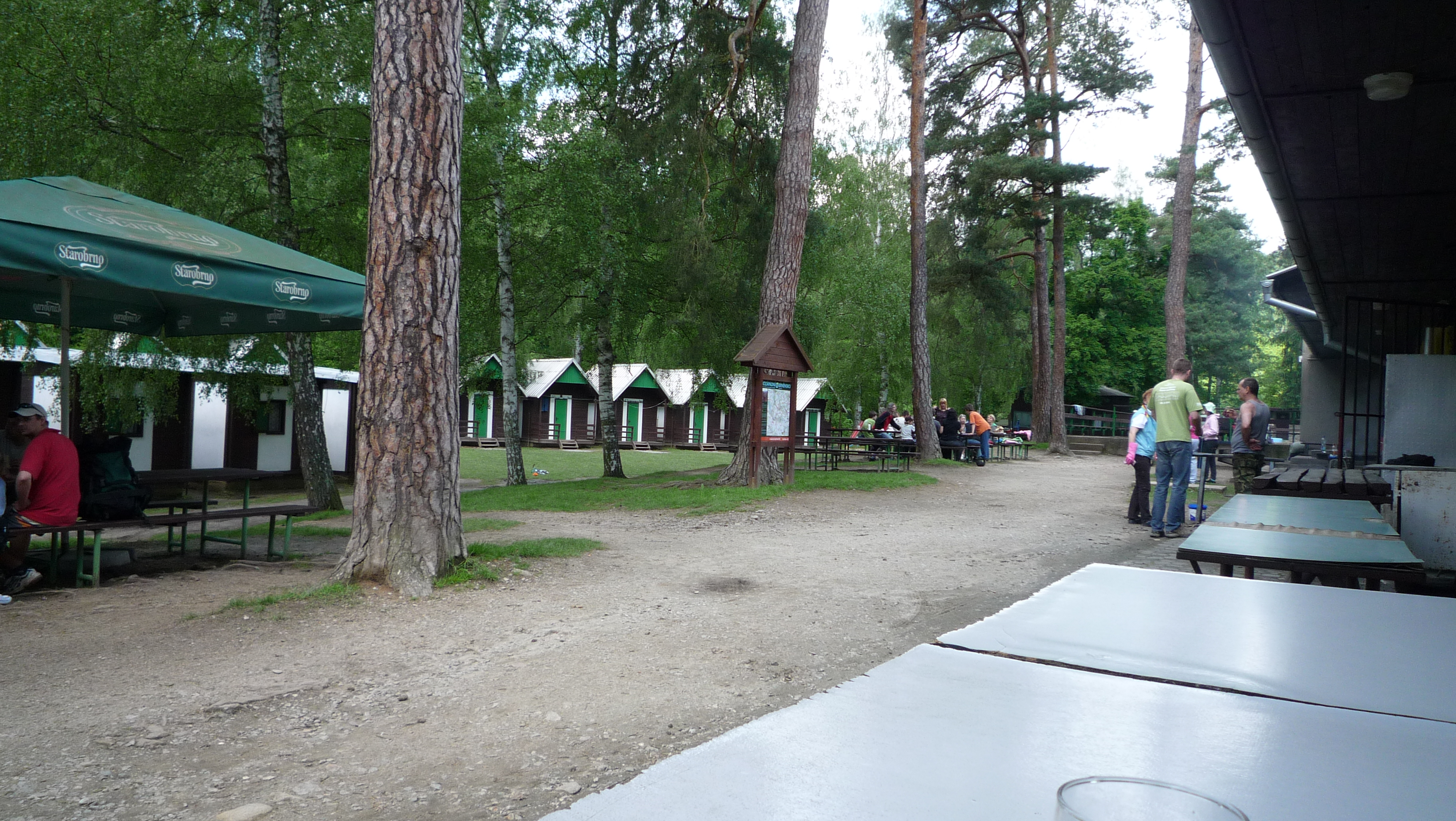
Tábor pod Templštejnem
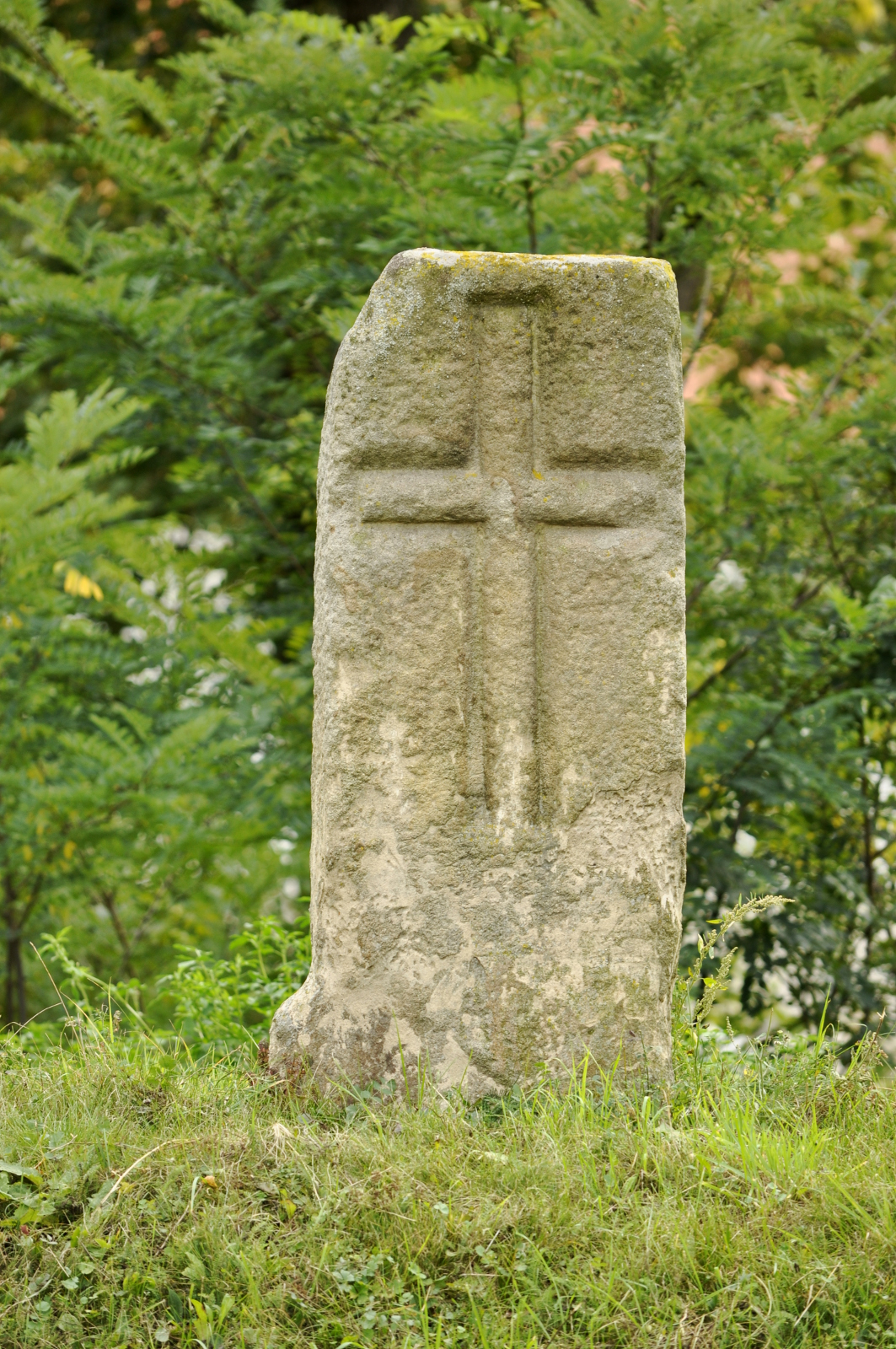
Smírčí kámen při cestě do Hrubšic

## Osobnosti
- Vítězslav Nezval (1900–1958), básník a spisovatel

## Samospráva obce
Zastupitelstvo obce je sedmičlenné. Všichni zastupitelé byli ve volbách v roce 2018 zvoleni jako nezávislí kandidáti. Od roku 2014 je starostou obce Josef Benda, který nahradil Zdeňka Přichystala a který svůj mandát obhájil i v roce 2018.